# Cinnyris rockefelleri
Cinnyris rockefelleri là một loài chim trong họ Nectariniidae.